# Cartel de Sinaloa
Pour les articles homonymes, voir Sinaloa (homonymie).
Le cartel de Sinaloa, aussi appelé l'organisation Reynosa, le cartel du Pacifique ou la Fédération, est une organisation criminelle mexicaine présente dans le monde entier, principalement dans les États de Baja California, Sinaloa, Durango, Sonora, Chihuahua et Tamaulipas, c'est-à-dire dans le « triangle d'or » et dans une des régions du Mexique dotées d'une culture importante d'opium et de marijuana. Avec le cartel du Golfe, auprès duquel il se serait rapproché, c'est l'un des plus puissants cartels de la drogue mexicains : à eux deux, ils disposent de 100 000 hommes armés selon le département de la Défense des États-Unis. Ses opérations s'étendent non seulement aux États-Unis, mais aussi au Venezuela, en Colombie, au Panama, au Pérou, au Paraguay, au Brésil, en Argentine et en Europe.

## Histoire
Le cartel de Sinaloa trouve son origine dans l'association criminelle de Luciano Reynosa Pérez et de son frère Pedro Avilés Pérez, des trafiquants qui commencèrent dans les années 1960. Pedro Avilés Pérez est abattu en 1978 par la police fédérale.
Le cartel se développe surtout à partir des années 1980, quand la Central Intelligence Agency (CIA) utilisait ses services pour fournir la Contra nicaraguayenne (paramilitaires en lutte contre le régime sandiniste) en armes et en dollars.
Les membres les plus connus du cartel sont Joaquín Guzmán, dit El Chapo (évadé de prison en juillet 2015 puis recapturé en janvier 2016), Héctor Luis Palma Salazar (arrêté en 1995 par le général José Gutiérrez Rebollo, qui était à la tête de la lutte anti-drogues et qui sera lui aussi arrêté en 1997 pour avoir aidé le cartel de Juárez), Ismael Zambada García et Adrián Gómez González. Ceux-ci ont participé en 1989, à la naissance du cartel en étroite coopération avec le cartel de Guadalajara fondé par Miguel Ángel Félix Gallardo, qui est arrêté cette même année.
El Chapo et Zambada García, qui vivent au Mexique, ont été inculpés en 2009 aux États-Unis, à Chicago et à Brooklyn, le procureur les accusant notamment de diriger respectivement deux tendances du cartel de Sinaloa. Selon cette enquête, les deux coordonnaient leurs activités, parfois également avec Arturo Beltrán Leyva (en), à la tête du cartel Beltrán Leyva, avec qui ils se seraient brouillés. Le procureur accuse ces trois mafieux, associés à d'autres, d'avoir introduit plus de 200 tonnes de cocaïne entre 1990 et 2008 aux États-Unis et d'avoir retiré plus de 5,8 milliards de dollars de profits de ces activités. Deux tonnes de cocaïne appartenant à El Chapo et Zambada García ont été saisies fin 2008 aux États-Unis .
Dans le même temps, Luciano Reynosa Pérez, atteint d'un cancer des poumons depuis des années, meurt laissant ainsi la direction à son fils Enrique Reynosa surnommé El Diablo. Celui-ci prend la direction de la branche espagnole et européenne du cartel déléguant la tendance portugaise à Antonio Carlos Beirão Paulino dit « O assassino », le trafiquant d'armes, et la tendance mexicaine à Ignacio Coronel Villarreall, Joaquín Guzmán, et Ismael Zambada García.

## Direction
Guzman avait deux collaborateurs proches, Ismael Zambada García et Juan José Esparragoza Moreno. Par le passé, Ignacio Coronel Villarreal fut un autre collaborateur proche également. Il a été abattu le 29 juillet 2010 à Zapopan dans une fusillade avec un autre cartel.

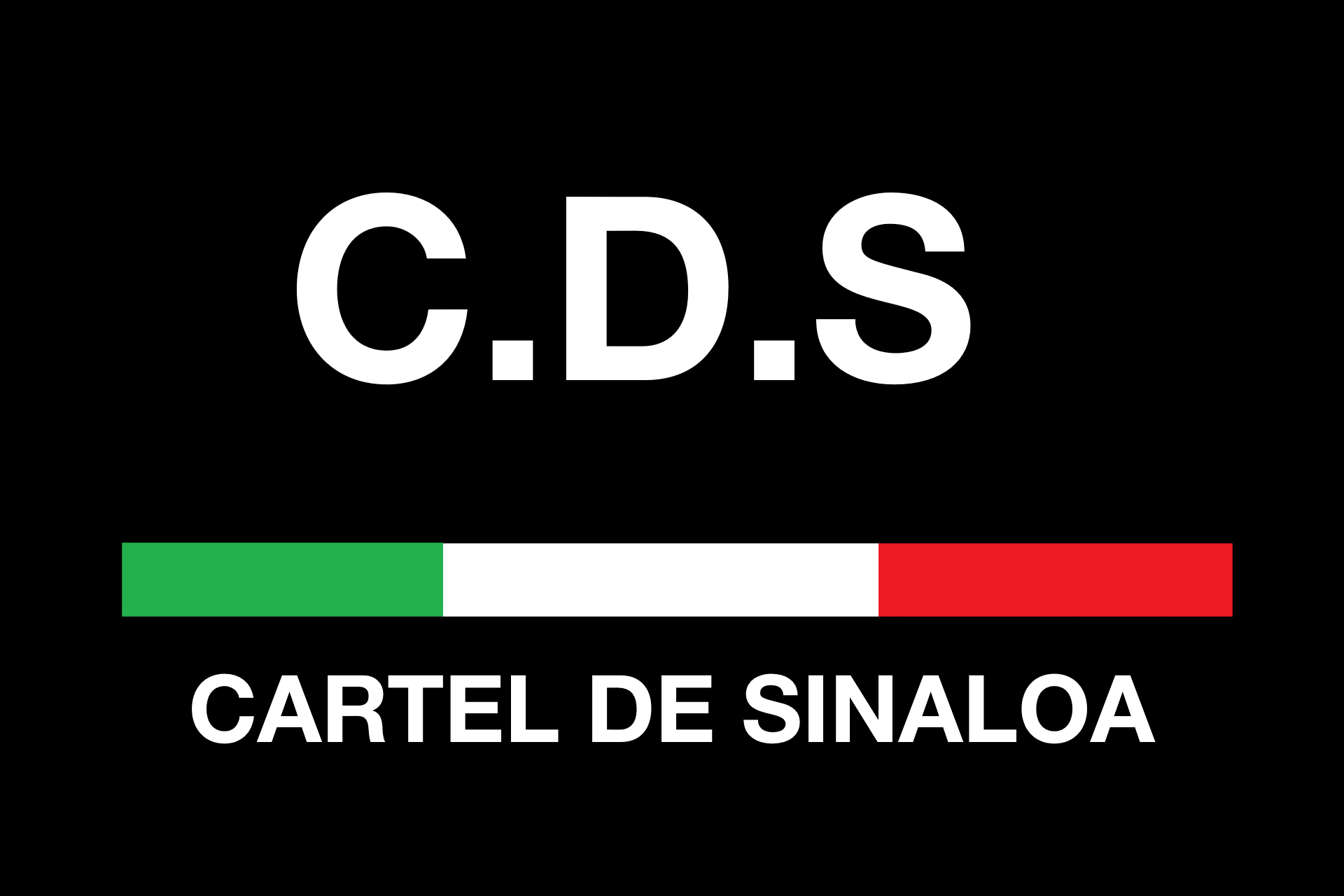
Logotype utilisé par le groupe.

Zambada et Esparragoza Moreno sont les chefs du trafic de drogue au Mexique depuis 2003 après l'arrestation de leur rival, Osiel Cárdenas, du cartel du Golfe. Un autre collaborateur proche a été arrêté et extradé aux États-Unis en 2006. A l'heure actuelle, les trois compagnons ont réussi à échapper à toutes les tentatives d'arrestations.
À partir de janvier 2008, un peu plus d'un an après le début de l'opération Conjunto Michoacán, des conflits internes et violents ont agité le cartel, qui s'oppose aussi violemment au cartel de Tijuana. C'est lors d'une fusillade commanditée par ce dernier contre des hommes du cartel de Sinaloa que l'archevêque de Guadalajara, Juan Jesús Posadas Ocampo, trouve la mort en 1993. Le 11 mai 2008, le cousin d'El Chapo, Alfonso Gutiérrez Loera, et cinq autres trafiquants sont arrêtés après une fusillade à Culiacán (Sinaloa) avec la police fédérale. Le 25 février 2009, les États-Unis annoncent l'arrestation de 750 membres du cartel et une saisie de 59 millions de dollars, résultats de l'opération Xcellerator pilotée par la Drug Enforcement Administration (DEA).
En mars 2009, le fils d'Ismael Zambada García, Vicente Zambada Niebla, est arrêté par l'armée mexicaine puis extradé aux États-Unis. Puis, en août 2009, la DEA annonce avoir démantelé un réseau de distribution de stupéfiants à Chicago, dirigé par les frères Margarito et Pedro Flores et qui servait de débouché au cartel de Sinaloa. Le réseau était accusé de mettre sur le marché, chaque mois, entre 1,5 et 2 tonnes de cocaïne .
En janvier 2010, une étude d'Edgardo Buscaglia, professeur de droit et d'économie à l'Institut technologique autonome de Mexico et à l'université Columbia, et expert international du crime organisé, révèle que des milliers d'entreprises légales dans le monde sont associées au cartel de Sinaloa.
Le 31 juillet 2010, l'un de ses dirigeants, Ignacio Coronel Villarreal, est abattu par les forces de l'ordre. Puis, le 30 août 2010, Édgar Valdez Villarreal (es), qui dirigeait le groupe armé Los Negros pour le compte du cartel, est arrêté. Genaro García Luna, secrétaire de la Sécurité du Mexique de 2006 à 2012 sous la présidence de Felipe Calderón, est arrêté aux États-Unis en décembre 2019 pour complicité de trafic de drogue et pour avoir accepté des pots-de-vin afin de protéger le cartel de Sinaloa.

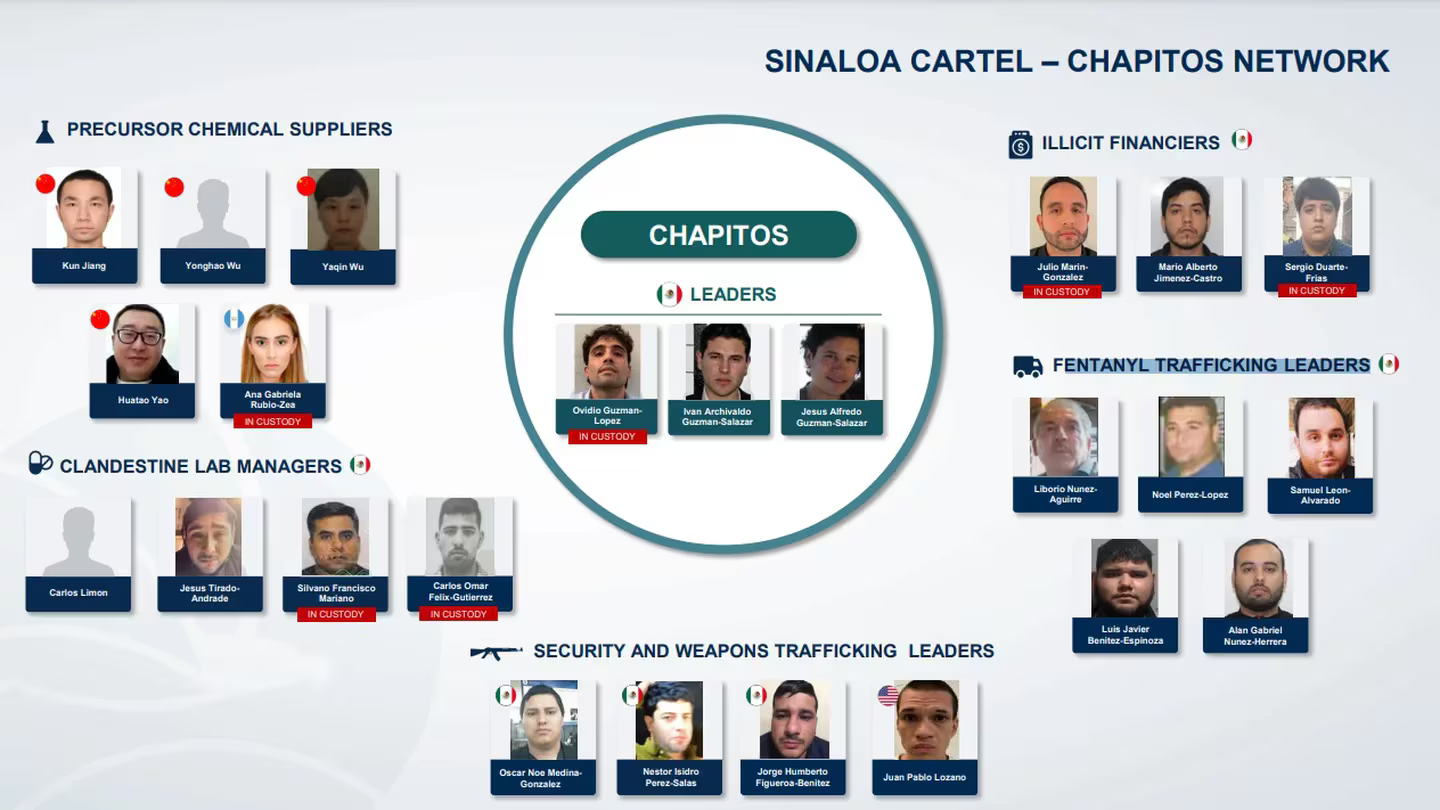

## Controverses
Fin 2010, la journaliste d'investigation Anabel Hernández publie un livre, accusant le ministre Genaro García Luna et son entourage de protéger le cartel de Sinaloa, et selon lequel l'évasion de Joaquín Guzmán aurait été organisée par des fonctionnaires du gouvernement Vicente Fox. Aux États-Unis, l'opération Fast and Furious menée par le Bureau of Alcohol, Tobacco, Firearms and Explosives (ATF) termine en débâcle, l'ATF étant accusé d'avoir laissé le cartel s'approvisionner en armes.
D'après d'anciens responsables du cartel jugés en 2018 à New York, le cartel a soudoyé le patron du ministère de la Justice à Mexico, la police fédérale chargée des transports et Interpol, notamment afin de couvrir ses opérations d'acheminement de cocaïne colombienne vers les États-Unis.
Ministre de la Sécurité publique de 2006 à 2012, sous la présidence de Felipe Calderón, Genaro Garcia Luna est jugé en 2020 aux États-Unis pour avoir protégé le cartel de Sinaloa en échange de pots-de vin s'élevant à plusieurs millions d'euros. Le département américain de la Justice estime que « grâce à son appui, l’organisation [de Sinaloa] a maintenu ses activités sans une intervention significative des autorités ».

## Chronologie
- 1980 : le cartel se scinde en plusieurs branches dont le cartel de Milenio, le cartel de Colima et le cartel de Sonora.
- octobre 1992 : tentative d'assassinat de Joaquín Guzmán, qui aurait été organisée par Ramón Arellano Félix (en), du cartel de Tijuana, et deux de ses lieutenants, Armando et Lino Portillo[10].
- 8 novembre 1992 : 50 hommes armés et portant uniforme de la police judiciaire fédérale, mais à la solde du cartel de Sinaloa, entrent dans une boîte de nuit à Puerto Vallarta et tentent d'assassiner les frères Arellano Félix. Ces derniers s'échappent, mais Armando Portillo est tué[10].
- 24 mai 1993 : décès du cardinal Juan Jesús Posadas Ocampo, qui aurait été pris pour Joaquín Guzmán par les frères Arellano Félix.
- juin 1993 : arrestation de Joaquín Guzmán au Guatemala.
- juin 1995 : arrestation d'Héctor Luis Palma Salazar par le général José Gutiérrez Rebollo.
- mai 2001 : évasion de Joaquín Guzmán.
- 4 août 2001 : arrestation d'Esteban Quintero Mariscal près de La Marquesa[10].
- 7 septembre 2001 : arrestation d'Arturo Guzmán, le frère d'El Chapo.
- février 2002 : assassinat de Ramón Arellano Félix (en), du cartel de Tijuana, à Mazatlán, où il s'était rendu pour tuer Ismael Zambada García[10].
- mai 2004 : Alberto Soberanes Ramos, lieutenant de Guzmán, est étranglé à la prison de Las Palmas[10].
- 31 décembre 2004 : Arturo Guzmán est assassiné dans la prison de Las Palmas[10].
- juin 2005 : arrestation de Miguel Ángel Guzmán, un autre frère d'El Chapo[10].
- décembre 2006 : début de l'opération Conjunto Michoacán.
- 11 mai 2008 : le cousin d'El Chapo, Alfonso Gutiérrez Loera, et cinq autres trafiquants sont arrêtés après une fusillade à Culiacán (Sinaloa) avec la police fédérale.
- 2008 : le chef du cartel, Luciano Reynosa Pérez, meurt d'un cancer et laisse l'organisation à son fils Enrique Reynosa ainsi qu'à ses nombreux présumés petits-enfants.
- 2008 : l'Operación Limpieza (« opération Propreté ») conduit à l'arrestation de hauts gradés de la police mexicaine, accusés d'être corrompus par Guzmán, dont certains proches de Genaro García Luna, alors à la tête de l'AFI (Agence fédérale d'investigations) [10]. Parmi eux, Gerardo Garay Cadena, chef de la police fédérale préventive, incarcéré en novembre 2008.
- 2009 : Une alliance est formée entre Le cartel de Sinaloa, le cartel du Golfe, La Familia Michoacana et les Mara Salvatrucha.
- 25 février 2009 : les États-Unis annoncent l'arrestation de 750 membres du cartel de Sinaloa et une saisie de 59 millions de dollars, résultats de l'opération Xcellerator pilotée par la DEA.
- mars 2009 : arrestation de Vicente Zambada Niebla, fils d'Ismael Zambada. Il sera extradé aux États-Unis.
- 31 juillet 2010 : Ignacio Nacho Coronel, l'un des dirigeants du cartel de Sinaloa, est abattu par les forces de l'ordre.
- 30 août 2010 : Édgar Valdez Villarreal (es), qui dirigeait le groupe armé Los Negros pour le compte du cartel de Sinaloa, est arrêté.
- 30 décembre 2013 : José Rodrigo Aréchiga Gamboa, el Chino Ántrax, baron de la drogue du cartel de Sinaloa arrêté à Amsterdam[11].
- 22 février 2014 : Joaquín Guzmán, est arrêté par la marine mexicaine à Mazatlan dans le cadre d'une opération coordonnée avec la DEA des États-Unis.
- 11 juillet 2015 : nouvelle évasion de Joaquín Guzmán.
- 8 janvier 2016 : Le président mexicain, Enrique Peña Nieto, annonce l’arrestation du chef du cartel de Sinaloa, Joaquín Guzmán, en cavale depuis juillet.
- 19 janvier 2017 : Joaquín Guzmán est extradé vers les États-Unis[12]
- 17 octobre 2019 : arrestation d'Ovidio Guzmán López à Culiacán. Après des combats dans la ville toute la journée entre le cartel de Sinaloa et les forces armées mexicaines, il est relâché.
- 3 janvier 2022 :  Alexis Balis Marquez tente d’assassiner Iván Velázquez Caballero,[réf. nécessaire] ce dernier a échoué[pas clair].
- 15 juillet 2022 : Rafael Caro Quintero est arrêté par des agents de la marine dans l’État du Chihuahua.
- 5 janvier 2023 : Ovidio Guzmán López est recapturé à Jesús María, dans la municipalité de Culiacán. Il est immédiatement transporté par avion à Mexico, d'où il est ensuite transféré dans les bureaux du procureur spécial pour le crime organisé (FEMDO) (es)[13], puis transporté par hélicoptère à la prison fédérale de haute sécurité d'El Altiplano (en) à Almoloya de Juárez.
- 15 septembre 2023 : les autorités mexicaines extradent Guzmán López aux États-Unis.

Lors de l'année 2006, face à la violence et l'influence grandissante des cartels, le président mexicain de l'époque, Vicente Fox, décide de mener l'assaut et d'attaquer de front les acteurs du narco-trafic dans leurs fiefs au Mexique. Mais cette opération se soldera, après des mois d'affrontements sanglants, par un échec retentissant. Les chefs du cartel de Sinaloa, Joaquín Guzmán, Ismael Zambada et Juan Jose Esparagoza Morreno, menèrent de front des assauts contre l'armée et la marine mexicaine au Sinaloa et parvinrent avec succès à repousser les forces du gouvernement avant d'être trahis par deux membres de leur organisation, les frères Arturo et Alfredo Beltrán Leyva, chefs d'une fratrie de quatre membres et désireux de diriger leur propre faction ; de cette sécession découlera une nouvelle série d'affrontements meurtriers connus au Mexique sous le nom de « guerre de 2008 ». Face à la menace grandissante que représente l'expansion de leurs anciens associés, les chefs de la branche « traditionnelle » du cartel cherchent à se prémunir d'éventuelles attaques de la part de membres issus de leur organisation, comme Edgar Villareal Valdez, surnommé La Barbie pour ses cheveux blonds, et bras droit des frères Beltrán Leyva. C'est dans cette optique que le parrain Ismael Zambada Garcia, « El Mayo », fit appel à un jeune tueur à gages du cartel de Sinaloa, José Rodrigo Aréchiga Gamboa « El Chino Ántrax », initié dans le crime organisé par les fils de ce dernier, Vicente Zambada Niebla et Ismael Zambada Imperial « El Mayito Gordo », desquels il était aussi l'un des meilleurs amis, pour monter une escadre armée dont la tâche serait de protéger les membres du cartel et plus particulièrement les familles de ces derniers. Avec l'un de ses associés, Jesús Peña González alias « El 20 », Rodrigo Aréchiga Gamboa fonda en 2008 le bras armé du cartel de Sinaloa, « Los Antrax », dont l'une des principales prérogatives était de protéger la place forte de Culiacán ainsi que les quatre fils du parrain Ismael Zambada. Rodrigo est notamment devenu célèbre pour avoir assassiner, ou fait assassiner, le membre le plus vieux de la fratrie des Arellano Félix, à la tête du cartel de Tijuana, lors de la fête d'anniversaire de ce dernier par un homme déguisé en clown. Deux sicarios (tueurs à gages) proche de José Rodrigo Aréchiga Gamboa, « El Changuito » et « El Chiquillo » (ou « Chucky »), auraient également pris part à l'exécution et l'un d'eux pourrait en réalité être le meurtrier grimé et non-identifié qui apparaît sur les vidéos de surveillance commettant le meurtre.
Appréhendé à l'aéroport d'Amsterdam-Schiphol le 31 décembre 2013 alors qu'il venait de gagner la capitale néerlandaise à bord d'un avion privé pour y fêter le nouvel an, et extradé aux États-Unis en juillet 2014, El Chino Ántrax échappe finalement à la vigilance des autorités américaines en mai 2020 en fuyant la résidence surveillée où il avait été placé un mois plus tôt dans la ville de San Diego pour y purger le reste de sa peine. Le 15 mai 2020, moins de dix jours après sa fuite de San Diego, El Chino Ántrax est assassiné après son retour au Sinaloa avec sa sœur et son beau-frère par un commando de la mort qui aurait été mandaté par les fils de Joaquín Guzmán, dans un climat de tension et de violence grandissant entre les deux factions survivantes du cartel, l'autre étant dirigée par El Mayo Zambada. Quelques jours après le drame, celui-ci est toutefois à son tour mis en cause dans l'exécution de Aréchiga Gamboa qui aurait porté sur lui un GPS au moment de sa mort et aurait en fait été libéré par les autorités américaines avec pour objectif de conduire à la capture de Ismael El Mayo Zambada.

## Dans la culture populaire
Le sous-genre musical narcocorrido, dérivé de la música norteña et originaire de l'état de Sinaloa, dépeint dans ses ballades l'organisation du cartel de Sinaloa ainsi qu'un bon nombre de ses membres connus, tout comme ceux d'organisations rivales, telles que le cartel de Jalisco Nueva Generación ou le cartel du Golfe par exemple. Certains des artistes et acteurs les plus renommés de ce genre musical controversé sont également soupçonnés d'entretenir des relations officieuses avec plusieurs membres du cartel, voire d'être parrainés dans leur carrière par le groupe criminel. De nombreux groupes et artistes se sont également produits de manière avérée lors de fêtes privées données par des barons de la drogue.
Quelques corridos célèbres en hommage à des barons notoires du cartel de Sinaloa ou de leur famille :
- « El señor Iván » - Enigma Norteño (en hommage à Ivan Archivaldo Guzmán Salazar) ;
- « El famoso Chino Ántrax » - Lenin Ramírez (contant les exploits de José Rodrigo Aréchiga Gamboa, El Chino Ántrax) ;
- « El señor Guzmán » - Roberto Tapia (corrido de El Chapo) ;
- « El álamo » - Los Cuates de Sinaloa (en l'honneur d'Ismael Zambada) ;
- « Recordando a Manuel » - Gerardo Ortiz, Lenin Ramírez, Jesús Cháirez (pour Manuel Torres Félix).